# ポーリン・スターク
ポーリン・スターク（Pauline Starke、1901年1月10日 - 1977年2月3日）は、アメリカ合衆国の女優。

## 出演作品
- 紅一点 Until They Get Me (1917)
- 南海の情火 Lost and Found on a South Sea Island (1923)
- ダンテ地獄篇 Dante's Inferno (1924)
- 禁断の楽園 Forbidden Paradise (1924)
- オーロラの彼方 Hearts of Oak (1924)